# Pseudolana dactylosa
Pseudolana dactylosa är en kräftdjursart som beskrevs av Bruce1980. Pseudolana dactylosa ingår i släktet Pseudolana och familjen Cirolanidae. Inga underarter finns listade i Catalogue of Life.